# 惡漢兄弟
惡漢兄弟（英語：Bruise Brothers）稱號緣於20世紀80年代初為聖安東尼奧馬刺效力的六位球員，分別為達夫·科爾辛、雷吉·约翰逊、保羅·葛里芬、馬克·奧伯丁、凱文·雷斯塔尼和喬治·T·強森。
在1980–81賽季，這六位內線球員在籃板以及阻攻這兩項數據上都領跑全聯盟，他們以身體對抗、藍領派的打球風格而聞名，順利幫助馬刺隊取得52勝30敗的戰績，排名中西賽區第一、西區第三。比上一季多贏了11勝，同時也追平了馬刺隊史的最多勝場紀錄，無疑是個豐收的一季。惡漢兄弟這外號是從喜劇演員丹·艾克洛德與約翰·貝魯西在「福祿雙霸天」這部熱門電影中所創造的一個角色。而當時的《聖安東尼奧新聞快報》體育記者凱文·奧克費見到馬刺的前場陣容是如此的強硬，只要闖入禁區一步，就會遭到對手好好的招呼一番，因此他開始稱呼這六個人為「惡漢兄弟」。
隨著奧伯丁和科爾辛在1982年夏天被交易至芝加哥公牛，以換取艾爾提斯·吉爾莫爾，該組合隨之解散。

## 外部連結
- 聖安東尼奧馬刺的歷史: 1980–81: Key Moves In Store-New Players And A New Division （页面存档备份，存于）